# Данилов, Николай Александрович
Никола́й Алекса́ндрович Дани́лов (13 апреля (25 апреля) 1867, Москва — май 1934, Ленинград) — российский военный деятель, генерал от инфантерии (1914). Имел в русской армии прозвище Дани́лов-ры́жий, чтобы отличать его от сослуживцев — генералов Данилова-чёрного и Данилова-белого.

## Образование
Окончил Первый Московский кадетский корпус (1884), Третье военное Александровское училище (1886), Николаевскую академию Генерального Штаба (1893; по первому разряду, с малой серебряной медалью).

## Военная служба

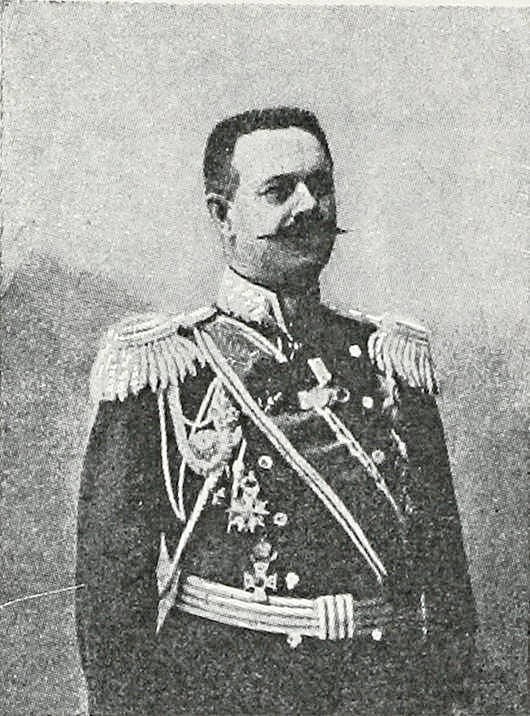
Рисунок из статьи «Данилов Н. А.»
(«Военная энциклопедия Сытина»)

- С 1886 служил в лейб-гвардии Московском полку, подпоручик.
- С 1890 — поручик.
- В 1890—1893 учился в Николаевской академии Генерального штаба.
- С 1893 — штабс-капитан гвардии с переименованием в капитаны Генерального штаба.
- В 1893—1895 состоял при Петербургском военном округе, находился за границей с учебной целью.
- В 1895—1897 — старший адъютант штаба 1-й пехотной дивизии.
- В 1896—1897 командовал ротой в лейб-гвардии Семёновском полку.
- В 1897—1902 — исполняющий должность помощника делопроизводителя канцелярии военного министерства.
- С 1898 — подполковник.
- С 1901 — экстраординарный профессор Николаевской академии Генерального штаба по кафедре тактики.
- В 1902—1904 — делопроизводитель канцелярии военного министерства.
- С 1902 — полковник.
- В 1904—1905 участвовал в русско-японской войне в качестве начальника канцелярии полевого штаба Маньчжурской армии, некоторое время был и.д. начальника штаба главнокомандующего всеми сухопутными и морскими силами, действующими против Японии. В 1905 году был награждён Золотым оружием «За храбрость».
- В 1904—1912 — ординарный профессор Николаевской академии Генерального штаба.
- В 1905—1911 — помощник начальника канцелярии военного министерства.
- С 1908 — генерал-майор.
- В 1911—1914 — начальник канцелярии военного министерства.
- С 1911 — генерал-лейтенант.
- С 1912 — заслуженный ординарный профессор Николаевской академии Генерального штаба.
- В 1914, с началом Первой мировой войны, назначен главным начальником снабжений армий Северо-Западного фронта (до 1916).
- 23 октября 1914 года «за отлично-усердную службу и труды, понесенные во время военных действий» произведен в чин генерала от инфантерии и награждён орденом Св. Владимира II степени.
- В 1916—1917 — командир 10-го армейского корпуса.
- В 1917 — командующий 2-й армией Западного фронта. Осенью 1917 проявил лояльность в отношении большевистской власти, но всё равно был снят с должности, как и другие командующие армиями.

Протопресвитер (глава военного духовенства) Георгий Шавельский считал Данилова-рыжего «талантливым, но ленивым». Автор многочисленных трудов по военной истории и теории.

## В Красной армии
- В 1918 добровольно вступил в Красную армию.
- С декабря 1919 — преподаватель Академии Генерального штаба.
- С 10 августа 1921 — декан военно-экономического факультета Военно-инженерной академии. Затем профессор Военной академии РККА, преподавал в Ленинградском институте инженеров путей сообщения.
- В 1931—1933 — инспектор штаба РККА.
- С 1933 — в отставке. Умер в Ленинграде.

## Награды
- Орден Святого Станислава 3-й степени (1894)
- Орден Святой Анны 3-й степени (1896)
- Орден Святого Станислава 2-й степени (1899)
- Орден Святой Анны 2-й степени (1903)
- Орден Святого Владимира 4-й степени с мечами и бантом (1905)
- Золотое оружие «За храбрость» (1906)
- Орден Святого Владимира 3-й степени (1907)
- Орден Святого Станислава 1-й степени (06.12.1910)
- Орден Святой Анны 1-й степени (06.12.1912)
- Орден Святого Владимира 2-й степени (ВП 23.10.1914)
- Орден Белого орла (ВП 21.06.1916)
- мечи к ордену Святого Владимира 2-й степени (ВП 04.10.1916)

## Труды
- Исторический очерк развития военного управления в России. СПБ, 1902.
- Исторический очерк деятельности канцелярии Военного министерства. СПБ, 1909.
- Роль пехоты в современном бою. СПБ, 1911.
- Влияние великой мировой войны на экономическое положение России : Лекции, читанные в Военно-Инженерной Академии в 1920-21 учеб. году. — Пг., 1922.
- Смешанная операция в Рижском заливе в июне-августе 1916 г. — Л., Военно-морская академия РККА, 1927.